# Normand Poulin
Normand Poulin, né le 18 septembre 1954 à Beauceville, est un homme d'affaires et homme politique québécois.

## Biographie
Normand Poulin détient un diplôme d'études collégiales en sciences de l'administration du Cégep de Thetford-Mines depuis 1975 et d'un baccalauréat en sciences de l'administration, option finance, de l'Université Laval depuis 1978.
Il débute en tant que stagiaire, puis devient analyste financier au secteur crédit commercial et industriel, à la Banque Nationale du Canada de 1978 à 1980. Il est ensuite directeur général et commissaire industriel de la Société d'expansion de la Nouvelle-Beauce de 1980 à 1988, puis directeur général de Québec Agenda, de Lija Atlantic et de Promax à Sainte-Marie de Beauce de 1988 à 1990. Il est par la suite directeur général de la Ville de Beauceville de 1990 à 1994.
Normand Poulin est élu député libéral dans Beauce-Nord en 1994. Il est réélu en 1998, mais défait en 2003.